# Peter Smith (curling)
Peter Smith (Perth, 16 de noviembre de 1964) es un deportista británico que compitió por Escocia en curling. Su hermano David compitió en el mismo deporte.
Ganó nueve medallas en el Campeonato Mundial de Curling entre los años 1986 y 2009, y siete medallas en el Campeonato Europeo de Curling entre los años 1988 y 2008.
Participó en los Juegos Olímpicos de Vancouver 2010, ocupando el quinto lugar en la prueba masculina.

## Palmarés internacional
| Representando a Escocia |                              |                   |        |
| Campeonato Mundial      |                              |                   |        |
| Año                     | Lugar                        | Medalla           | Prueba |
| 1986                    | Toronto (Canadá)             | Medalla de plata  | Equipo |
| 1988                    | Lausana (Suiza)              | Medalla de bronce | Equipo |
| 1990                    | Västerås (Suecia)            | Medalla de plata  | Equipo |
| 1991                    | Winnipeg (Canadá)            | Medalla de oro    | Equipo |
| 1993                    | Ginebra (Suiza)              | Medalla de plata  | Equipo |
| 1996                    | Hamilton (Canadá)            | Medalla de plata  | Equipo |
| 2006                    | Lowell (Estados Unidos)      | Medalla de oro    | Equipo |
| 2008                    | Grand Forks (Estados Unidos) | Medalla de plata  | Equipo |
| 2009                    | Moncton (Canadá)             | Medalla de oro    | Equipo |
| Campeonato Europeo      |                              |                   |        |
| Año                     | Lugar                        | Medalla           | Prueba |
| 1988                    | Perth (Reino Unido)          | Medalla de oro    | Equipo |
| 1991                    | Chamonix (Francia)           | Medalla de plata  | Equipo |
| 1992                    | Perth (Reino Unido)          | Medalla de bronce | Equipo |
| 1998                    | Flims (Suiza)                | Medalla de plata  | Equipo |
| 2006                    | Basilea (Suiza)              | Medalla de plata  | Equipo |
| 2007                    | Füssen (Alemania)            | Medalla de oro    | Equipo |
| 2008                    | Örnsköldsvik (Suecia)        | Medalla de oro    | Equipo |